# Битва при Саламине на Кипре (306 до н. э.)
Битва при Салами́не (лето 306 года до н. э.) — одно из крупнейших морских сражений античности между флотами сына Антигона Деметрия Полиоркета и правителя Египта Птолемея возле Саламина на восточном побережье Кипра.
В ходе Четвёртой войны диадохов войско Деметрия высадилось на Кипре и начало осаду Саламина, правителем которого был брат Птолемея Менелай. Через некоторое время к Кипру прибыл основной флот Птолемея. В ходе последующего сражения Птолемей, несмотря на численное превосходство судов, потерпел сокрушительное поражение. Причиной такого исхода сражения стали грамотные действия Деметрия, который не допустил прихода на помощь основному флоту подмоги из саламинских кораблей, а также использовал ряд технических нововведений.
Непосредственно после сражения Кипр перешёл под власть Антигона, который стал контролировать восточную часть Средиземного моря. Битва имела важное значение для хода войн диадохов, истории Кипра и развития военно-морского дела. Победа при Саламине за счёт технических нововведений способствовала дальнейшим экспериментам в кораблестроении, которые привели к развитию военного дела и мореплавания.

## Предыстория
В 323 году до н. э. внезапно умер Александр Македонский, оставив после себя огромную империю, включавшую значительную часть Балканского полуострова, острова Эгейского моря, огромные территории в Азии, в том числе и часть Индии, а также Египет. Выбор новыми царями двух недееспособных людей — слабоумного Филиппа III Арридея и новорожденного сына Александра от Роксаны, а также разделы империи между македонскими военачальниками заложили основу войн диадохов, которые практически без перерыва шли в течение нескольких десятилетий.
В 307 году до н. э. Антигон отправил войско под командованием своего сына Деметрия Полиоркета в Грецию, чтобы вывести область из-под контроля правителя Македонии Кассандра. Его экспедиция была успешной. Деметрий Полиоркет занял Мегару и Афины. Афиняне приняли Деметрия Полиоркета с ликованием, так как были счастливы окончанию правления промакедонского тирана Деметрия Фалерского.
Деметрий Полиоркет не смог должным образом насладиться результатами побед, так как гонец от Антигона потребовал от него срочно покинуть Грецию и со всем своим флотом отправиться к Кипру, чтобы вести войну с правителем Египта Птолемеем. Мотивы такого приказа Антигона, который прерывал освобождение Греции от влияния Кассандра, остаются неясными. Согласно предположению И. Г. Дройзена, Антигон ожидал вторжения войска Птолемея в собственные владения и хотел нанести превентивный удар.
Деметрий отплыл в Карию, где попытался уговорить родосцев присоединиться к походу. Жители острова ответили отказом и предпочли сохранять нейтралитет. После этого Деметрий направился в Киликию, где набрал дополнительные войска, после чего отплыл на Кипр.
В 306 году до н. э. Деметрий прибыл на Кипр c 15 тысячами воинов и 400 всадниками. Он высадился на полуострове Карпас возле города Карпасия на северо-восточном побережье острова. Вытащив на берег корабли, воины окружили лагерь частоколом и глубоким рвом. После этого в ходе набегов были захвачены поселения Урания и Карпасия. Брат Птолемея Менелай выступил навстречу войску Деметрия с 12 тысячами воинами и 800 всадниками. В последовавшем сражении Менелай проиграл, потерял тысячу человек убитыми и три тысячи пленными, и был вынужден с остатками своего войска укрыться за городскими стенами. Согласно Диодору Сицилийскому, пленники не захотели сражаться на стороне Деметрия, так как не верили в его победу. В связи с этим Деметрий отправил их к своему отцу в Сирию.
В это время Менелай начал готовиться к предстоящей осаде и одновременно отправил гонца к брату Птолемею с просьбой о помощи. Деметрий решил изготовить осадные машины больших размеров, для чего направил за инженерами из Азии и материалами (дерево и железо). С их помощью он создал новые устройства, к примеру, крупную осадную башню «гелеполу» длиной 45 локтей (около 16 метров) и высотой 90 локтей (40—42 м), разделённую на девять этажей. Башня, передвигавшаяся на 4 колёсах диаметром восемь локтей, размещала на нижних ярусах баллисты, на среднем уровне — большую катапульту, а на верхнем — лёгкие катапульты вместе с баллистами. Для обслуживания этой машины было выделено 200 человек. Также по приказу Деметрия были возведены два больших тарана. Несмотря на ожесточённое сопротивление, атакующим удалось пробить брешь в городской стене. Осознавая скорый исход осады, Менелай приказал ночью закидать осадные машины противника сухими дровами, после чего был осуществлён поджог наиболее крупных из них. План стратега осуществился, и вместе с осадной техникой погибла большая часть её обслуги. После неудачного штурма Деметрий продолжил осаду в надежде взять город измором. Осада Саламина, по мнению Р. Биллоуза, стала первой в череде больших осад, после которых Деметрий получил эпитет «Полиоркет» («осаждающий города»).

## Перед сражением. Диспозиция сторон
После полученных новостей из Саламина Птолемей во главе своего флота отплыл из Александрии. Высадившись в районе города Пафос, он получил дополнительные корабли от вассальных кипрских городов. Собрав под своими знамёнами 140 квадрирем и квинквирем и более 200 транспортных кораблей, он отплыл к Китиону (нынешняя Ларнака). Там он отправил гонцов к Менелаю с просьбой выслать из Саламина 60 кораблей, которые усилили бы основной флот Птолемея. От Китиона флот выдвинулся к Саламину в ускоренном режиме, надеясь успеть прибыть до его падения и объединить флоты с Менелаем. Деметрий, в свою очередь, сделал необходимые приготовления для предстоящего сражения — снабдил корабли метательными снарядами и баллистами и установил на носах достаточное количество катапульт для метания стрел, а также укомплектовал команды кораблей лучшими воинами.
Перед сражением преимущество было у Птолемея. Его флот как по опыту, так и по численности судов превосходил противника. Птолемей также надеялся на 60 кораблей в гавани Саламина, которые смогут прийти на помощь основному флоту и ударить по кораблям Деметрия с тыла. Согласно Плутарху, Птолемей предложил Деметрию «убраться вон», на что не только получил отказ, но и требование забрать свои войска из Коринфа и Сикиона. Античный историк писал: «Борьба [между Деметрием и Птолемеем] неопределенностью своего исхода держала в напряжённом ожидании не только самих противников, но и каждого из остальных властителей, ибо ясно было, что успех отдает в руки победителя не Кипр и не Сирию, но верховное главенство».
Согласно Диодору Сицилийскому, Деметрий приказал Антисфену с десятью пентерами перекрыть самое узкое место выхода из гавани Саламина. В его задачу входило не допустить прорыва шестидесяти саламинских судов к основным силам Птолемея во время сражения. Флот Деметрия, который участвовал в битве, насчитывал 108 кораблей. Левое крыло состояло из семи финикийских семирядных кораблей и тридцати афинских тетрер в первом ряду под командованием Медия. За ними Деметрий поставил десять шестирядных кораблей и столько же пентер. В центре поместили самые лёгкие корабли под командованием Фемисона Самосского и Марсия. Возможно, брат Антигона Марсий, который не имел военного опыта, был формальным командующим этой частью флота, а Фемисона приставили к нему в качестве советника. Правым крылом командовали Гегесипп и Плейстий. По предположению Э. Бэдиана, Плейстий мог быть вторым по старшинству лицом после самого Деметрия. Такая версия основана на обозначении Плейстия как «άρχικυβερνήτης» у Диодора Сицилийского. Р. Биллоуз, напротив, называл его третьим по старшинству командующим во флоте Антигона после Деметрия и главного наварха Медия.
Таким образом оба военачальника усилили левые фланги и ослабили правые. Птолемей надеялся прорвать линию судов Деметрия, дойти и деблокировать Саламин, а также отрезать силы соперника от берега. Деметрий, напротив, хотел прижать левый фланг и центр Птолемея к берегу, на котором располагались его войска.

## Сражение
Битва состоялась весной или летом 306 года до н. э. Воздав молитвы богам, стороны начали сближение. Находясь от врага на расстоянии в три стадия, Деметрий приказал поднять позолоченный щит, являвшийся командой к бою. Птолемей проделал ту же операцию, после чего флоты начали ускоренно сближаться. Экипажи сначала использовали луки и баллисты, на более близком расстоянии переходя к дротикам, а сблизившись с вражеским кораблём, воины вместе с гребной командой начинали атаку. Находясь на борту гептеры, Деметрий активно участвовал в схватке, в ходе которой трое его телохранителей были ранены. Ему удалось разбить правое крыло противника и обратить в бегство корабли, находившиеся на фланге. В то же время Птолемей смог нанести серьёзный урон, но, увидев разгром своего левого фланга, решил отступать к Китиону.
В это время 60 кораблей из Саламина под командованием наварха Менетия смогли прорвать блокаду Антисфена, но прибыли лишь к окончанию битвы, так что им пришлось немедленно возвращаться назад. Таким образом, Антисфен, хоть и не смог удержать саламинские корабли в гавани, выполнил поставленную задачу, не дав им возможности вступить в битву и переломить её ход
Сразу после завершения битвы Деметрий поручил Неону и Буриху подобрать барахтающихся в воде людей. Также он приказал украсить свои корабли и поплыл к себе в лагерь. По словам Диодора, Птолемей потерял бо́льшую часть своего флота, а его противник сумел захватить 8 тысяч человек на 100 транспортных кораблях, 40 нетронутых и 80 повреждённых боевых кораблей. Во флоте Деметрия было повреждено 20 военных кораблей, которые после соответствующего ремонта вернулись в строй. Плутарх сообщает о том, что правитель Египта смог сохранить только 8 кораблей, оставив победителю 70 кораблей, рабов, сокровища и часть своих приближённых. Среди них была гетера Ламия, ставшая любовницей Деметрия, и сын Птолемея Леонтиск.
Полиэн привёл совершенно другое, по сути, описание битвы. Согласно этому автору, Деметрий спрятал весь свой флот в одной из гаваней за утёсом. Птолемей не заметил флота противника и стал высаживать своё войско на берег. В этот момент Деметрий напал с тыла, в результате одержав стремительную победу. Данное описание не рассматривается современными историками всерьёз.

## Последствия
После поражения Птолемея Менелай сдал город Деметрию. Вслед за Саламином другие города Кипра также признали верховную власть Деметрия. Согласно Юстину, победитель великодушно отпустил Менелая и других близких Птолемею людей, в том числе и сына Леонтиска, в Египет. Сражение имело также пропагандистский эффект, так как превратило Деметрия в авторитетного и овеянного славой военачальника. В этом контексте показательным является подарок Деметрия Афинам за их вклад в победу (на стороне Деметрия сражались 30 афинских судов с командами). Он отправил в город 1200 трофейных доспехов для помещения в храмы или раздачи бедным, тем самым повторив Александра, который после одной из побед над персами подарил Афинам 300 трофейных доспехов.
К Антигону с вестью о победе Деметрий отправил Аристодема. Согласно античной легенде, по прибытии в Азию Аристодем приказал всем воинам оставаться на корабле, а сам, сохраняя безмолвие, неторопливо отправился к Антигону. Антигон приказал своим приближённым узнать о результатах сражения. Однако Аристодем продолжал хранить молчание. Нетерпение Антигона достигло крайних пределов, и он встретил Аристодема у дверей своего дворца. Подойдя совсем близко, Аристодем вытянул правую руку и громко сказал: «Радуйся и славься, царь Антигон, мы победили Птолемея в морском бою, в наших руках Кипр и шестнадцать тысяч восемьсот пленных!» На это Антигон ответил: «И ты, клянусь Зевсом, радуйся, но жестокая пытка, которой ты нас подверг, даром тебе не пройдёт — награду за добрую весть получишь не скоро!»
Обращение к Антигону «Царь», согласно античной традиции, было неслучайным. Воодушевлённая вестью о блестящей победе толпа подхватила обращение Аристодема и провозгласила Антигона царём. Приближённые диадоха принесли диадему и короновали своего правителя. По мнению современных историков, описанная Плутархом история не является полной выдумкой. Аристодем относился к числу ближайших советников Антигона. Судя по информации из Плутарха у друзей Антигона была приготовлена корона, а Антигон без особых возражений принял царский титул. По мнению историков, в данном случае имела место заранее подготовленная театральная постановка, целью которой было произвести впечатление на толпу и короновать Антигона.
С завоеванием Кипра Антигон получил морскую базу для ведения дальнейших военных действий против Египта. Также он становился гегемоном восточного Средиземноморья. Впоследствии Деметрий, будучи царём Македонии, чеканил монеты со связанными с битвой при Саламине изображениями: богини победы Ники на носу боевого корабля на аверсе и Посейдона на реверсе.

## Оценки
Битва при Саламине на Кипре была одним из крупнейших морских сражений античности и, по утверждению Л. Пейна, первой крупной морской битвой эллинизма. По утверждения Р. Биллоуза, этому сражению в мировой и военной истории уделяется назаслуженно меньше внимания по сравнению с битвой при Саламине 480 года до н. э. Она имела важное значение для хода войн диадохов, истории Кипра и развития военно-морского дела. Битва стала кульминационной точкой в борьбе за Кипр и контроль над Восточным Средиземноморьем между Птолемеем и Антигоном. Также она привела к возникновению двух эллинистических династий. Во время сражения были впервые использованы в бою тяжёлые суда — тетреры, пентеры и гептеры показали своё преимущество относительно трирем. Также в битве впервые были использованы расположенные на кораблях катапульты. Победа Деметрия способствовала экспериментам в кораблестроении по созданию многопалубных военных кораблей и применению на них метательных механизмов, что оказало существенное влияние на развитие военного дела и мореплавания.
При описании предшествующих сражению при Саламине на Кипре событий, Д. Ромм отмечает абсолютно адекватные действиям Птолемея решения Деметрия. Остаётся неясным, являлись ли они следствием прозорливости самого Деметрия, либо присутствия лазутчиков в стане Птолемея. С тактической точки зрения битва повторяла сложившуюся, ещё со времён Пелопоннесской войны, практику атаки двойным строем. Военачальники старались направить ударные кулаки своих войск против наиболее слабых частей противника. Победителем становился тот, кто первым преуспевал в разгроме части сил противника на одном из участков сражения, что влекло к обрушению строя и бегству противника.

### Исследования
- Дройзен И. Г. История эллинизма. — Ростов-на-Дону: Феникс, 1995. — Т. 2. — 544 с. — ISBN 5-85880-079-3.
- Евдокимов П. А. Возвращение в Саламин ... Международная научная конференция "Саламин на Кипре: история и археология с древнейших времён до поздней античности" (Никосия, 21—23 мая 2015 г.) // Вестник древней истории. — М.: Наука, 2017. — Т. 77, № 2. — С. 476—483. — ISSN 0321-0391.
- Кузьмин Ю. Н. Заметки об "эре" Антигона Одноглазого // Восток. Афро-азиатские общества: история и современность. — 2015. — № 5. — С. 42—48. — ISSN 2713-0401.
- Нефедов К. Ю. Коронация Птолемея I и возникновение эллинистической монархии // Древности 2013. Харьковский историко-археологический ежегодник. — 2013. — Т. 12. — С. 37—47.
- Пейн Л. Море и цивилизация. Мировая история в свете развития мореходства. — М.: АСТ, 2017. — ISBN 978-5-17-083383-2.
- Сивкина Н. Ю. Битва при Хиосе 201 г. до н. э. : тактическая и политическая подоплека присвоения победы // Via in tempore. История. Политология. — 2012. — Т. 22, вып. 126, № 7. — С. 24—31. — ISSN 2687-0967.
- Смирнов С. В. От Вавилона до Трипарадиса: малые диадохи в контексте политической истории раннего эллинизма // Восток. Афро-азиатские общества: история и современность. — 2015. — № 5. — С. 73—79. — ISSN 2713-0401.
- Шофман А. С. Распад империи Александра Македонского / Печатается по постановлению редакционно-издательского совета Казанского университета. Отв. редактор В. Д. Жигунин. — Казань: Издательство Казанского университета, 1984.
- Badian E. Nearchus the Cretan (англ.) // Collected Papers on Alexander the Great. — New York: Routledge, 2012. — ISBN 978-0-203-12526-7.
- Bayliss A. J. Chapter 6. Stratocles of Diomeia: Audacious Buffon or Shameless Bold? // After Demosthenes: The Politics of Early Hellenistic Athens (англ.). — London: Continuum International Publishing Group, 2011. — P. 152—186. — ISBN 978-1-4411-1151-7.
- Billows R. Antigonos the One-eyed and the Creation of the Hellenistic State (англ.). — Berkeley; Los Angeles; London: University of California Press, 1997. — ISBN 0-520-06378-3.
- Billows R. The Battle of Salamis and Cyprus in the Diadoch Era // Salamis of Cyprus: History and Archaeology from the Earliest Times to Late Antiquity. Conference in Nicosia, 21—23 May 2015 (англ.) / Rogge S., Ioannou C., Mavrojannis T. (eds.). — Münster; New York: Waxmann, 2019. — P. 457—468. — ISBN 978-3-8309-8479-5.
- Heckel W. Who's Who in the Age of Alexander and his Successors. From Chaironea to Ipsos (338—301 BC) (англ.). — Barnsley: Greenhill Books, 2021. — 554 p. — ISBN 978-1-78438-648-1.
- Müller S. In the Favour of Aphrodite: Sulla, Demetrios Poliorcetes, and the Symbolic Value of the Hetaira (англ.) // The Ancient History Bulletin. — 2009. — Vol. 23. — P. 38—49.
- Romm J. Demetrius Sacker of Cities (англ.). — New Haven & London: Yale University Press, 2022. — ISBN 978-0-300-25907-0.
- Rose T. C. A historical commentary on Plutarch’s Life of Demetrius (англ.) / A thesis submitted in partial fulfillment of the requirements for the Doctor of Philosophy degree in Classics in the Graduate College of The University of Iowa Thesis Supervisor: Professor John F. Finamore. — Iowa City, Iowa: The University of Iowa, 2015. — doi:10.17077/etd.l3arbfzu.